# Kali (godin)
Kálii (Sanskriet: काली ), ook wel Káliká of Kali, is een godin uit het hindoeïsme, een personificatie van MahaKali en een van de vormen van Parvati oftewel adishakti Gauri de zus van Ganga. Shiva had een vrouw Adishakti die ook wel Parvati, Gauri en shailputri dochter van himavan wordt genoemd.
De godin Kálii moet niet verward worden met de mannelijke demon Kali uit de Mahabharata, die de heer van het Kali Yuga is.

## Voorkomen
Ze ziet er afschrikwekkend uit met woest opengesperde ogen, uithangende tong en vier armen. Meestal houdt ze in een van haar handen een zwaard vast en in een andere een afgehakt hoofd. Ze draagt een halssnoer waaraan 51 mensenhoofden hangen. Ze wordt meestal in een danspose afgebeeld, of soms met één voet staande op haar liggende echtgenoot Shiva. Zij wordt ook wel Kalikamata (zwarte aardmoeder) of Kalaratri (zwarte nacht) of MahaKali (grote Kali) genoemd. De hindoes aanbidden haar als Kottavei. Zoals in vele religie's zijn er verschillende mythen zoals:

### Tantrische mythe
Kálii, die ook wel Kaoverii wordt genoemd, had een dochter genaamd Bhaeravii, die net als haar vader en moeder aan tantra-sadhana deed. Omdat die tantrische sadhana nachtelijke meditaties op de crematiegronden met zich meebracht, maakte Kálii zich op een nacht zorgen om Bhaeravii en ging haar dochter zoeken op het crematieterrein.
Daar struikelde ze in het donker over haar man Shiva, die ontwaakte uit zijn meditatie en riep, "Wie ben jij?". Kálii geneerde zich enorm voor haar gedrag en stak uit schaamte haar tong uit. Ze wilde zeggen "Ik ben Kálii" , maar veranderde onderwijl van gedachten en dacht er even aan de naam van haar dochter te zullen geven, maar dat kon eigenlijk ook niet. Dus kwam het eruit als "Ik ben Kaoverii". Dit speelde zich zo'n zevenduizend jaar geleden af. Een van Kálii's andere bijnamen is Kaunkálamálinii, de bijnaam voor Kálii als zij haar ketting van schedels om de hals draagt wanneer zij in haar gelukzalige samadhi is.
Veel later, tijdens de periode van de post-Shiva tantra en de boeddhistische tantra rond het begin van onze huidige jaartelling, accepteerde men Kálii als een tantrische godin en nog weer later tijdens de Puranische periode begon men deze Kálii te aanbidden als een Puranische godin. Deze Kálii of Káliká Shakti heeft echter niets van doen met de vrouw van Shiva van duizenden jaren eerder. De aanbidding van de Puranische godin Kálii is gebaseerd op de Káliká Puráná die lange tijd na de historische Kálii werd geschreven.

### Kosmogonische mythe

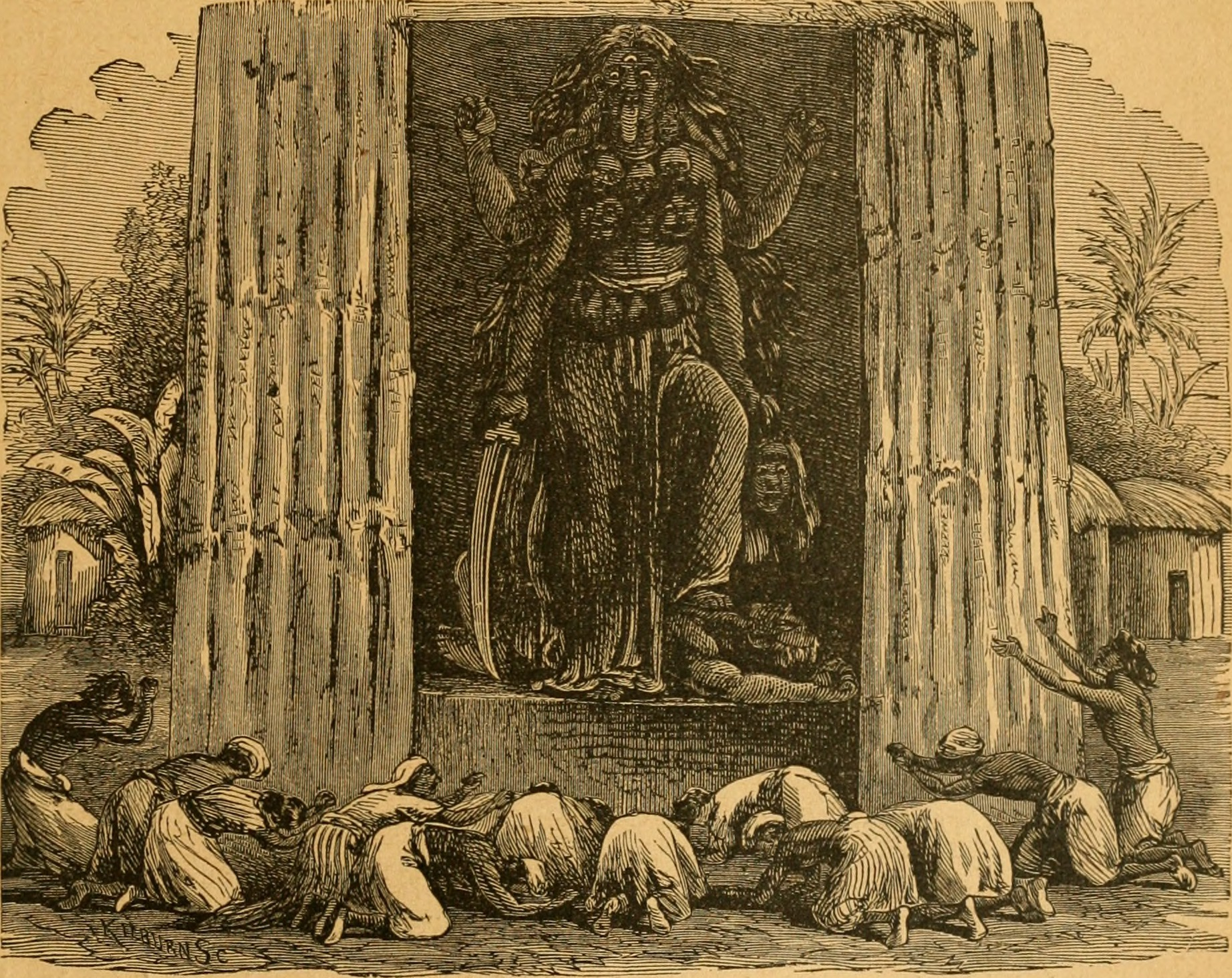
Mensen aanbidden Kali, afbeelding uit 'Our boys in India' (1892)

In het hindoeïsme is de gehele kosmos en al zijn innerlijke aspecten vele nooit-eindigende cycli in cycli van ontstaan, groei, bloei, oplossing en rust. Symbool voor deze nooit eindigende veranderingen is de eenheid van de god Shiva en zijn godin, die in verschillende gedaantes voorkomt zoals Parvati, Durga en Kali. De grote nacht en rust van het hele heelal is volgens de hindoeïstische tijdrekening miljarden jaren lang en is genoemd pralaya. De heerser van dat tijdperk van duisternis is de eenheid van Shiva en Kali symbolisch voorgesteld als een vlam in het water. Na dat tijdperk ontstaat er een nieuwe kosmos. De primordiale vlam in het primordiale water wordt Shiva. Uit zijn navel groeit een lange lotusstengel naar de oppervlakte. In die lotus die dan daar groeit ontstaat Brahma de scheppergod. Tevens ontstaat dan Vishnu, de onderhouder van de kosmos. Later verschijnt de androgyne god(in) Shiva/Shakti aan Brahma. Deze kan vanwege dat duale voorbeeld voortgaan met zijn schepping (eigenlijk emanatie) van de duale wereld.
Kali is de laatste verschijningsvorm van Shiva's godin en tevens diegene die de eindtijd en het pralaya, de duistere rusttijd beheerst. Ze is de grote moederfiguur die beschermt. Zoals een baarmoeder die in duisternis nieuw leven in zich kan doen ontstaan. Ze is naakt en zwart. Ze staat symbool voor zuivere goddelijke duisternis met oneindige macht, pure energie, die in de eindtijd alle onzuivere zwarte demonen vernietigd. Dit om te voorkomen dat Dharma verloren gaat. Na het gouden, zilveren, koperen tijdperk komt het laatste tijdperk van de cyclus. Het is het "ijzeren" of "zwarte tijdperk": Kali Yuga, wanneer de spiritualiteit verloren gaat en de demonen de overhand krijgen. Dan geven al de halfgoden hun wapens, krachten en machten aan de godin Durga die het gevecht aangaat met de onzuivere duistere demonen. Op het moment suprême verandert Durga zich in (de beschermende moeder figuur) Kali die al de demonen de kop afhakt met een kromzwaard. Zo staat ze bekend als Dakshina Kali. Ze pakt dan met haar bovenste linkerhand de kop van de demon en laat die leegbloeden. Omdat elke druppel bloed van een demon die op de aarde valt een nieuwe demon doet ontstaan, vangt ze het bloed met een kommetje in haar onderste linkerhand op. Als het kommetje vol raakt drinkt ze het bloed op. Op die wijze wordt het hele universum gereinigd van onzuiverheid. Dronken van het bloed en in een overwinningsroes gaat ze dan dansen. Door haar dansende stampende voeten dreigt alles onherstelbaar vernietigd te worden. Om dit te voorkomen gaat Shiva onder de voeten van Kali liggen, om de dreunen van het gestamp te dempen. Op dat moment realiseert Kali (komt ze tot bewustzijn) dat ze bovenop Shiva haar mannelijke wederhelft staat. Ze steekt haar bebloede tong uit en bijt erop met haar witte tanden. Symbolisch betekent dit dat de guna rajas (de rode tong) van energie dan wordt beheerst door de guna sattwa (de witte tanden) de harmonie. Het slot van deze mythe kent twee richtingen. De harmonie wordt hersteld en de kosmos geheeld en het andere slot is dat alles verdwijnt in de grote duisternis: pralaya. In principe is er eigenlijk geen verschil. Bedenk dat de actieve Kali symbool staat voor energie, kracht, macht en materie maar de altijd mediterende Shiva symbool staat voor bewustzijn.

## Tantrische Kálii

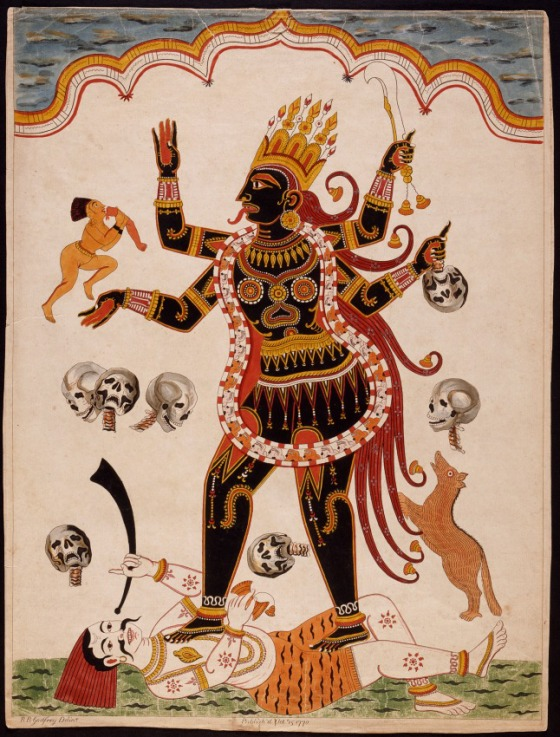
Kali bovenop Shiva

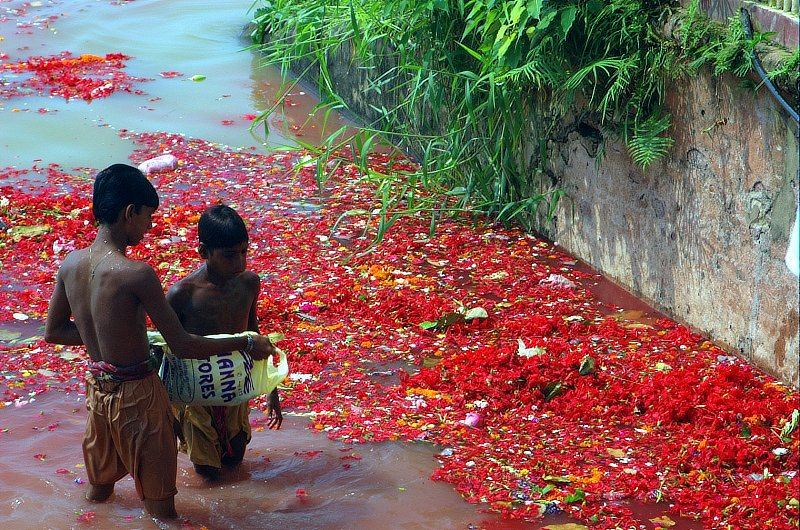
Hibiscus geofferd aan Kali

In de latere tantra werd Kálii geassocieerd met Anucchu'nya' Prakrti of de staat van Prakrti of Shakti, het scheppende aspect vóór de schepping heeft plaatsgevonden. Er kon toen immers nog geen kleur zijn en alles was dus, net als de historische Kálii, zwart of duister. Deze Kálii is tevens een combinatie van vijftig letters, de mantra's die voortkomen uit de Oorzakelijke Matrix. De vijftig geluiden, die vóór de schepping al bestonden, waren nog één met deze duisternis en werden in de latere tantra gesymboliseerd door een beeltenis van Kálii met een ketting van vijftig afgehakte hoofden om haar hals. Maar er werden nog vele andere vormen van Kálii gebruikt als objecten voor diverse ideaties in deze late tantrastromingen.

## Puranische Kálii en boeddhistische Kálii en Pälden Lhamo
In het Puranische hindoeïsme wordt Kálii Shakti gezien als een destructief en creatief aspect van God en als de goddelijke Moeder of Shakti. Kálii Shakti is de woeste kant van Devi, de energie van God, die fundamenteel is aan alle andere Hindoe goden. Deze Káliká Shakti wordt wel afgebeeld met vier armen. Shiva is dan de goddelijke Vader of het schouwende aspect van God.
Kálii wordt in het Puranische hindoeïsme ook beschouwd als de vernietiger van kwade geesten en de beschermer van gelovigen. Haar naam lijkt afgeleid te zijn van het woord 'kala' (In het Sanskriet is betekent de vrouwelijke vorm van kala 'zwart' of 'tijd' - tijd in de vorm van dood); het betekent ook zwarte vrouw, in tegenstelling tot haar partner, Shiva, die wit is. Ze is onder nog vele verschillende namen bekend zoals: Bhowani Devi, Sati, Rudrani, Parvati, Chinnamastika, Kamakshi, Uma, Menakshi, Himavati, Kumari. Deze namen zouden voor de gelovige door herhaling een speciale kracht oproepen.
Binnen het Tibetaans boeddhisme staat de Kálii uit de boeddhistische tantra bekend als Pälden Lhamo en zij is de beschermer van Lhasa, de hoofdstad van Tibet.

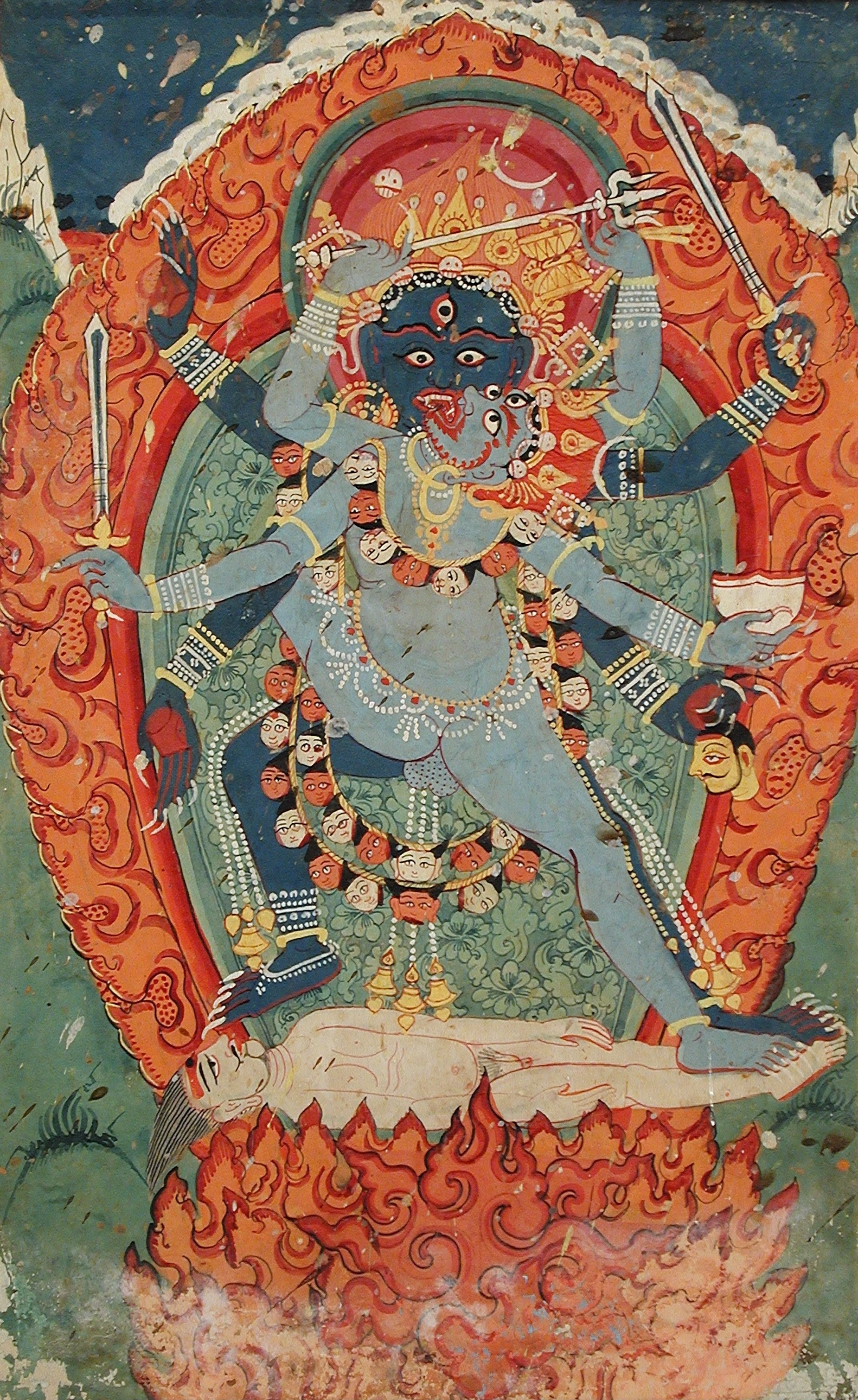
Kali en Bhairava (18e eeuw)
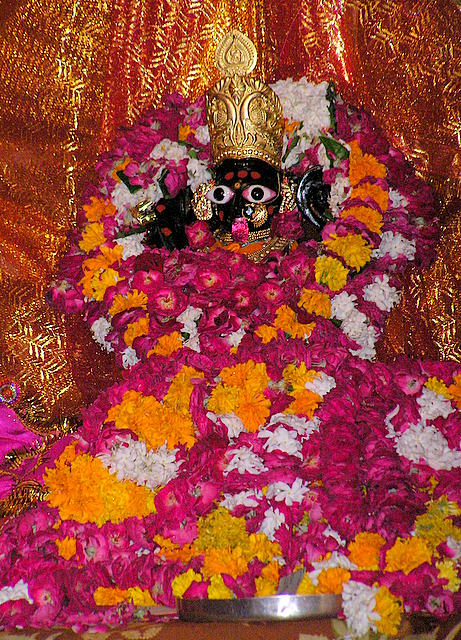
Kali
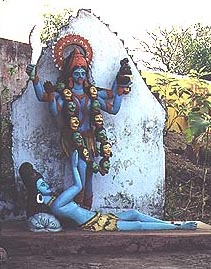
Kali bovenop Shiva